# ژاک سکرتین
ژاک سکرتین (انگلیسی: Jacques Secrétin؛ زادهٔ ) یک بازیکن تنیس روی میز اهل فرانسه است. 
وی همچنین برنده جوایزی همچون لژیون دونور (شوالیه) شده است.
وی در مسابقات کشوری و بین‌المللی در مجموع برنده ۵ مدال طلا، ۱ مدال نقره، ۹ مدال برنز شده‌است.